# Spoorlijn Luxemburg - Oetrange
De Spoorlijn Luxemburg - Oetrange is een goederenspoorlijn tussen Luxemburg en Oetrange waar de lijn aansluit op lijn 3. De spoorlijn is 16,6 km lang en heeft als nummer CFL Lijn 4.

## Geschiedenis
De spoorlijn werd gebouwd en geëxploiteerd door de spoorwegmaatschappij "Compagnie Grande Luxembourg" en werd geopend op 28 oktober 1918.

## Aansluitingen
In de volgende plaatsen is of was er een aansluiting op de volgende spoorlijnen:
Luxemburg
CFL 1, spoorlijn tussen Luxemburg en Troisvierges
CFL 3, spoorlijn tussen Luxemburg en Wasserbillig
CFL 5, spoorlijn tussen Luxemburg en Kleinbettingen
CFL 6, spoorlijn tussen Luxemburg en Bettembourg
CFL 7, spoorlijn tussen Luxemburg en Pétange
Berchem
CFL 6, spoorlijn tussen Luxemburg en Bettembourg
Oetrange
CFL 3, spoorlijn tussen Luxemburg en Wasserbillig

## Elektrificatie
Het traject van de CFL werd in 1959 geëlektrificeerd met een spanning van 25.000 volt 50 Hz.